# 中村儀十郎
中村 儀十郎（なかむら ぎじゅうろう、1899年（明治32年）1月15日 - 1975年（昭和50年）1月5日）は、大日本帝国陸軍軍人。最終階級は陸軍少将。

## 経歴
1899年（明治32年）に栃木県で生まれた。陸軍士官学校第32期、陸軍大学校第39期卒業。米国駐在を経て、1939年（昭和14年）10月に輜重兵第41連隊長（第1軍・第41師団）に就任し、日中戦争に出動した。1940年（昭和15年）8月1日に陸軍輜重兵大佐に進級し、10月10日に陸軍省整備局資源課長に着任。1941年（昭和16年）4月に陸軍省整備局燃料課長となった。
1944年（昭和19年）5月16日に南方軍兵站参謀長に就任し、太平洋戦争に出征。8月1日に陸軍少将に進級し、12月30日に第6野戦輸送司令官（第14方面軍）に転じてフィリピン防衛戦で兵站を支えた。1945年（昭和20年）2月20日に東部軍管区司令部附となり終戦となった。
1947年（昭和22年）11月28日、公職追放仮指定を受けた。